# Тяскер Зандполь
52°52′27″ пн. ш. 5°37′28″ сх. д. / 52.874167° пн. ш. 5.624444° сх. д.
«Тяскер Зандполь» (фриз. Sânpoel) — вітряк, що використовується для підіймання води. Знаходиться поблизу села Вайкель громади Фріске Маррен провінції Фрисландія Нідерландів. Побудований 1975 року. Виконує функцію польдерного млина.

## Загальна інформація
Млин «Тяскер Зандполь» був збудований 1975 року для регулювання рівня води поблизу села Вайкель у Фрисландії, Нідерланди. Млин має статус муніципальної пам'ятки.
У 1993 році відбулася перша реставрація млина. Тоді було розширено стовбур млина на зниженому рівні польдера. У 2011 році було оновлено запірне колесо, відремонтовано відтік води, оновлено огорожу, відремонтовано бочковий млин та перевірено підшипники. Зараз деякі добровольці з нідерландської урядової організації «Staatsbosbeheer» регулярно вводять млин у експлуатацію. Його щороку змащують маслом для дерев.

## Галерея

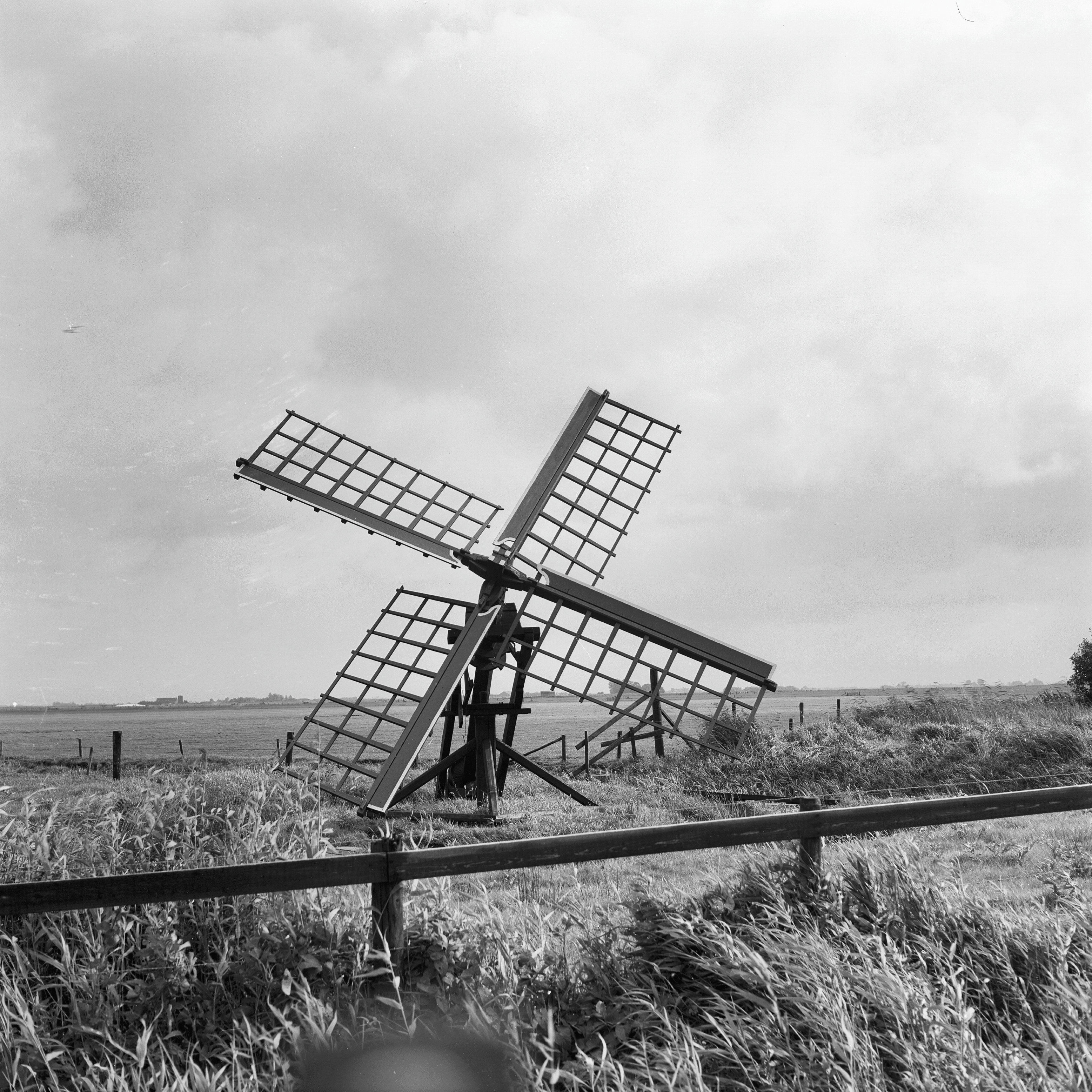
Млин у вересні 1980 року
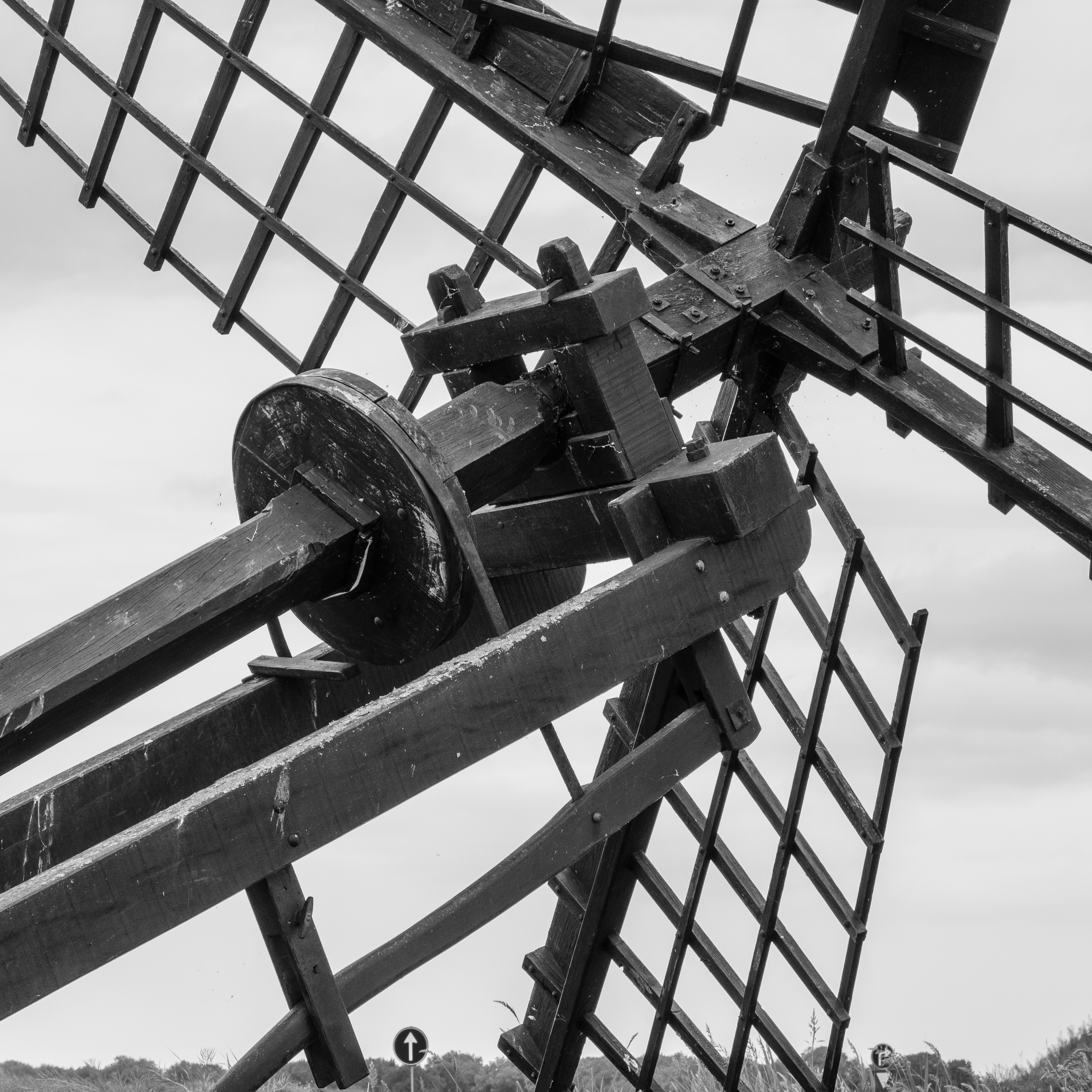
Деталі млина. Круглий диск є гальмом вітряка
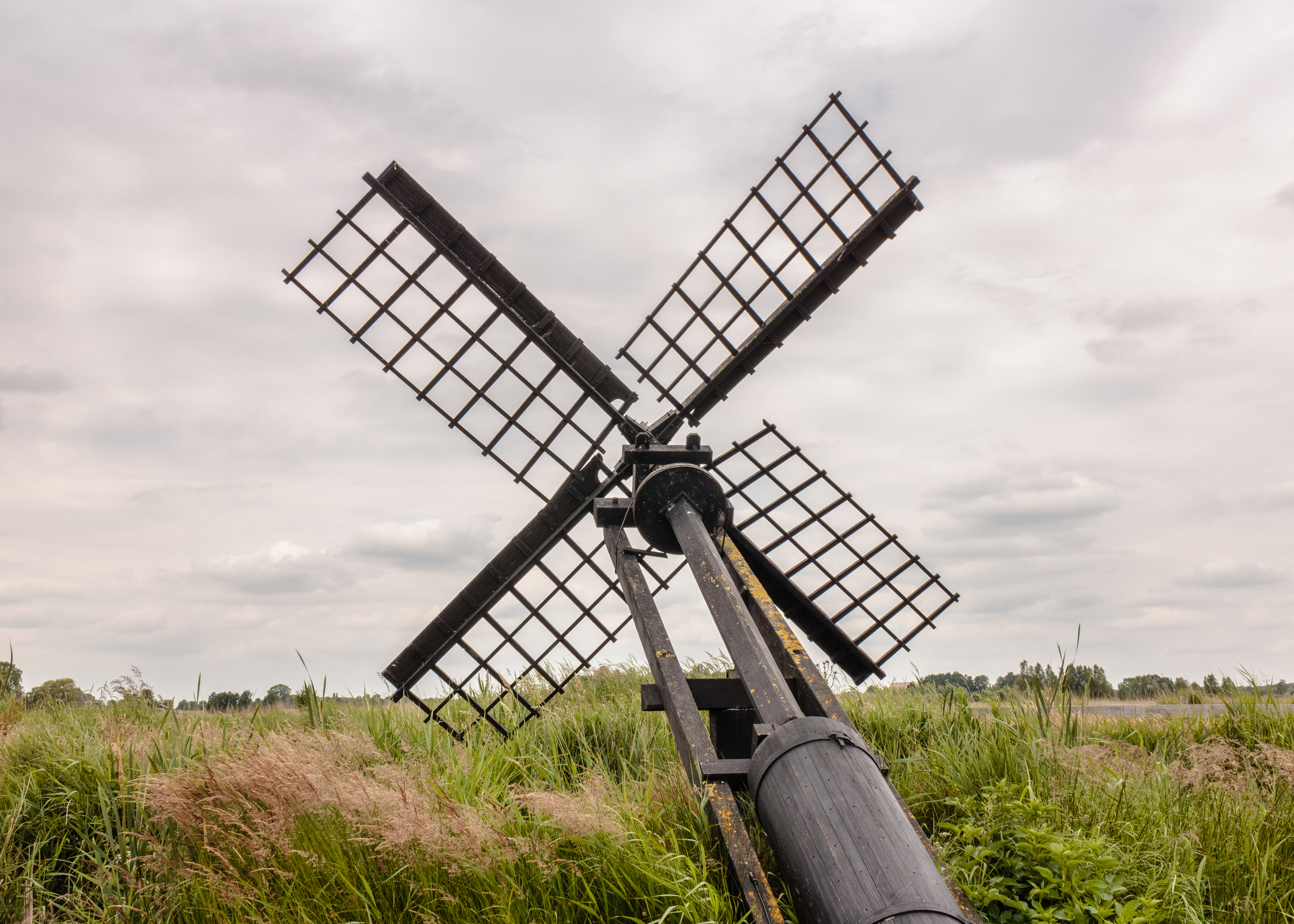
Млин Тяскер Зандполь